# N887 (Engreux)
De N887 is een voormalige gewestweg in de Belgische provincie Luxemburg. Deze weg vormt een route tussen Engreux en de rivier Ourthe. De N887 sluit op geen enkele gewestweg aan. De totale lengte bedraagt ruim 2 kilometer.
In 2011 werd de weg door een ministerieel besluit overgedragen aan de gemeente Houffalize.